# بزرگ‌چهره جنوبی
بزرگ‌چهره جنوبی (نام علمی: Notiotitanops) نام یک سرده از تیره تندرددان است.